# René Lesecq
René Lesecq (Douai, 3 août 1920 - Paris, 30 mai 2010), est un militaire français, Compagnon de la Libération. Engagé volontaire au début de la Seconde Guerre mondiale, il décide, après l'armistice du 22 juin 1940, de se rallier à la France Libre. Il participe alors aux combats en Afrique du Nord puis est parachuté en Bretagne et prend part à la Libération de la France et à la bataille des Ardennes. Restant dans l'armée à la fin de la guerre, il participe aux guerres d'Indochine et d'Algérie puis poursuit sa carrière militaire jusqu'à devenir général de brigade.

## Biographie

### Jeunesse et engagement
René Lesecq naît le 3 août 1920 à Douai, dans le Nord, d'un père directeur commercial d'une société de peinture. Alors qu'il est étudiant, il décide de s'engager dans l'armée en novembre 1939.

### Seconde Guerre mondiale
Affecté comme soldat de 2e classe au 24e régiment d'infanterie coloniale (24e RIC), il est envoyé au Levant en avril 1940. Le 3e bataillon du régiment, dont il fait partie, est aussitôt dirigé vers Chypre en renfort des troupes britanniques. C'est là qu'il apprend la nouvelle de l'armistice du 22 juin 1940. Refusant la défaite, Lesecq et ses camarades se rangent du côté des britanniques et, à la mi-juillet, sont envoyés en Égypte où ils rejoignent des compatriotes du 24e RIC commandés par le capitaine Folliot et eux-mêmes évadés du Liban le 27 juin. Engagés dans les forces françaises libres, les hommes de ce groupe constituent le 1er bataillon d'infanterie de marine. Au sein de cette unité, René Lesecq participe à la guerre du désert en Libye puis à la campagne d'Érythrée où il se distingue lors de la prise de Massaoua en avril 1941. Prenant part à la campagne de Syrie, il est détaché pendant trois mois à la compagnie des transmissions de Damas puis intègre les cours d'élève officier en décembre 1941.
Promu aspirant en mai 1942, il est affecté à la 1re compagnie de chasseurs parachutistes (1re CCP) des forces aériennes françaises libres. Intégrée au Special Air Service (SAS) du major Stirling, la compagnie, renommée French Squadron, réalise des attaques rapides et violentes sur les aérodromes allemands en arrière des lignes ennemies. René Lesecq participe notamment à une opération destinée à détruire le port de Benghazi. Cependant, après un mois de route dans le désert en partant d'Égypte et en passant par Koufra, l'effet de surprise est anéanti et l'opération annulée. Envoyé en Angleterre en avril 1943 avec la 1re CCP, il suit un entraînement au camp de Camberley. Promu sous-lieutenant, il reçoit son brevet de parachutiste en juin. En novembre suivant, commandée par Pierre-Louis Bourgoin, sa compagnie devient le 4e bataillon d'infanterie de l'air (4e BIA).
En parallèle de la bataille de Normandie et dans le cadre de l'opération Dingson, René Lesecq est parachuté le 12 juin 1944 dans le Morbihan pour y encadrer les FFI du maquis de Saint-Marcel. Sérieusement blessé par balle et éclat de grenade le 18 juin, il se rétablit rapidement après avoir été soigné dans une ferme puis constitue une compagnie de FFI. À la fin du mois d'août, le 4e BIA, renforcé et renommé 2e régiment de chasseurs parachutistes, est engagé dans l'opération Spencer consistant à longer la Loire pour gêner le repli des troupes allemandes du Sud-Ouest vers l'Est. Chef d'un peloton de jeeps, René Lesecq participe au harcèlement des derniers éléments de la wehrmacht entre Bourges, La Charité-sur-Loire et Sancerre.
Il suit ensuite la progression des troupes alliées lors de la Libération de la France puis parvient jusqu'en Belgique où, lors de l'opération Franklin, il participe au soutien des forces américaines lors de la bataille des Ardennes. Le 7 janvier 1945, il est blessé mais refuse d'être évacué et poursuit les combats à la tête de sa section jusqu'à la fin de la guerre.

### Après-Guerre
Après la guerre, René Lesecq est envoyé en Indochine où il prend part aux combats de Cochinchine de mars à avril 1946. Il revient en France en 1947 et, promu capitaine et reversé dans les troupes coloniales, est affecté à Madagascar pendant deux ans et demi. Il se retrouve à nouveau en Indochine en 1953 et participe en novembre à l'opération Castor pour s'emparer de Ðiện Biên Phủ. En février 1954, commandant d'une compagnie de parachutistes, il est largué sur le poste encerclé de Muong-Sai au nord du Laos. Il est alors à nouveau blessé mais, vite remis sur pied, il repart à nouveau au combat dans la région de Hanoï. Il rejoint la métropole en mars 1955 pour être muté au 8e régiment de parachutistes d'infanterie de marine.
Le capitaine Lesecq participe à la guerre d'Algérie de décembre 1957 à avril 1959 et reçoit une citation à l'ordre de l'armée avant d'être promu chef de bataillon. Affecté en Afrique-Équatoriale française, il prend le commandement du groupement saharien no 4 de mai 1961 à juin 1963. Il passe lieutenant-colonel en 1966 et commande le 61e bataillon de soutien de la 11e division parachutiste de 1967 à 1969. Affecté au secrétariat général à la défense, il y est promu colonel en 1971 puis général de brigade en 1977 et y termine sa carrière militaire.
René Lesecq meurt le 30 mai 2010 à Paris et est inhumé à Médan, dans les Yvelines.

## Décorations
|  |  |  |  |  |  |
|  |  |  |  |  |  |
|  |  |  |  |  |  |
|  |  |  |  |  |  |

| Grand officier de la Légion d'honneur                                 | Grand officier de la Légion d'honneur                                 | Compagnon de la Libération                                              | Compagnon de la Libération                                              | Grand-croix de l'Ordre national du Mérite | Grand-croix de l'Ordre national du Mérite |
| Croix de guerre 1939-1945 Avec palme                                  | Croix de guerre 1939-1945 Avec palme                                  | Croix de guerre T.O.E Avec palme                                        | Croix de guerre T.O.E Avec palme                                        | Croix de la Valeur militaire Avec palme   | Croix de la Valeur militaire Avec palme   |
| Médaille de la Résistance française Avec rosette                      | Médaille de la Résistance française Avec rosette                      | Médaille coloniale Avec agrafes "Érythrée", "Libye" et "Extrême-Orient" | Médaille coloniale Avec agrafes "Érythrée", "Libye" et "Extrême-Orient" | Médaille de la Liberté (États-Unis)       | Médaille de la Liberté (États-Unis)       |
| Officier de l'Ordre du Million d'Éléphants et du Parasol blanc (Laos) | Officier de l'Ordre du Million d'Éléphants et du Parasol blanc (Laos) | Officier de l'Ordre du Million d'Éléphants et du Parasol blanc (Laos)   | Croix de la Vaillance (Viêt Nam)                                        | Croix de la Vaillance (Viêt Nam)          | Croix de la Vaillance (Viêt Nam)          |